# Mimela longicornis
Mimela longicornis är en skalbaggsart som beskrevs av Hermann Burmeister 1844. Mimela longicornis ingår i släktet Mimela och familjen Rutelidae. Inga underarter finns listade i Catalogue of Life.